# Just Like Old Times
"Just Like Old Times" é uma música da cantora australiana Natalie Imbruglia, parte de seu sexto álbum de estúdio Firebird, lançado em 2021.
A faixa foi lançada como single promocional em abril de 2022, em um duplo lado A com o sucesso "Torn" em versão acústica, como parte da série da Apple Music Home Session.

## Composição
A música foi escrita por Natalie com Rachel Furner e Luke Fitton, que também compôs o primeiro single do álbum, a faixa "Build It Better". "Just Like Old Times" é uma balada melancólica, que fala sobre a saudade de um amor do passado.
"Acho que todo mundo tem aquela pessoa especial do seu passado, com quem não necessariamente quer estar agora, mas que ainda tem um bem-querer. É sobre isto que é essa canção", descreveu ela.

## Lançamento
O single duplo foi lançado exclusivamente pela loja virtual iTunes (via download digital) e pela Apple Music (via streaming), como parte da série Home Session, que traz versões acústicas de canções de artistas consagrados, gravadas em casa.

## Single Digital
- Apple Music Home Session

1. "Torn" - 4:06
2. "Just Like Old Times" - 3:36

## Paradas musicais
| Parada semanal (2021-24)            | Posição |
| ----------------------------------- | ------- |
| Nova Zelândia (iTunes Top 100 Rock) | 50      |
| Reino Unido (Radio Top 100 Rock)    | 58      |
| Taiwan (iTunes Top 100 Rock)        | 71      |

| Parada semanal (2022)             | Posição |
| --------------------------------- | ------- |
| Vietnã (iTunes Top 100 Rock)      | 25      |
| Reino Unido (Apple Top 100 Rock)  | 36      |
| Reino Unido (iTunes Top 100 Rock) | 41      |